# Comté de Live Oak
Le comté de Live Oak, en anglais : Live Oak County,  est un comté situé dans le sud de l'État du Texas aux États-Unis. Son nom se traduit par « chêne vivant » en français. Le siège de comté est la ville de George West. Selon le recensement des États-Unis de 2020, sa population est de 11 335 habitants. Le comté a une superficie de 2 795 km2, dont 2 692 km2 en surfaces terrestres.

## Organisation du comté
Le comté de Live Oak est créé le 2 février 18566, à partir de terres des comtés de Nueces, de San Patricio et de Bexar. Il est définitivement autonome et organisé le 4 août 1856.

## Géographie

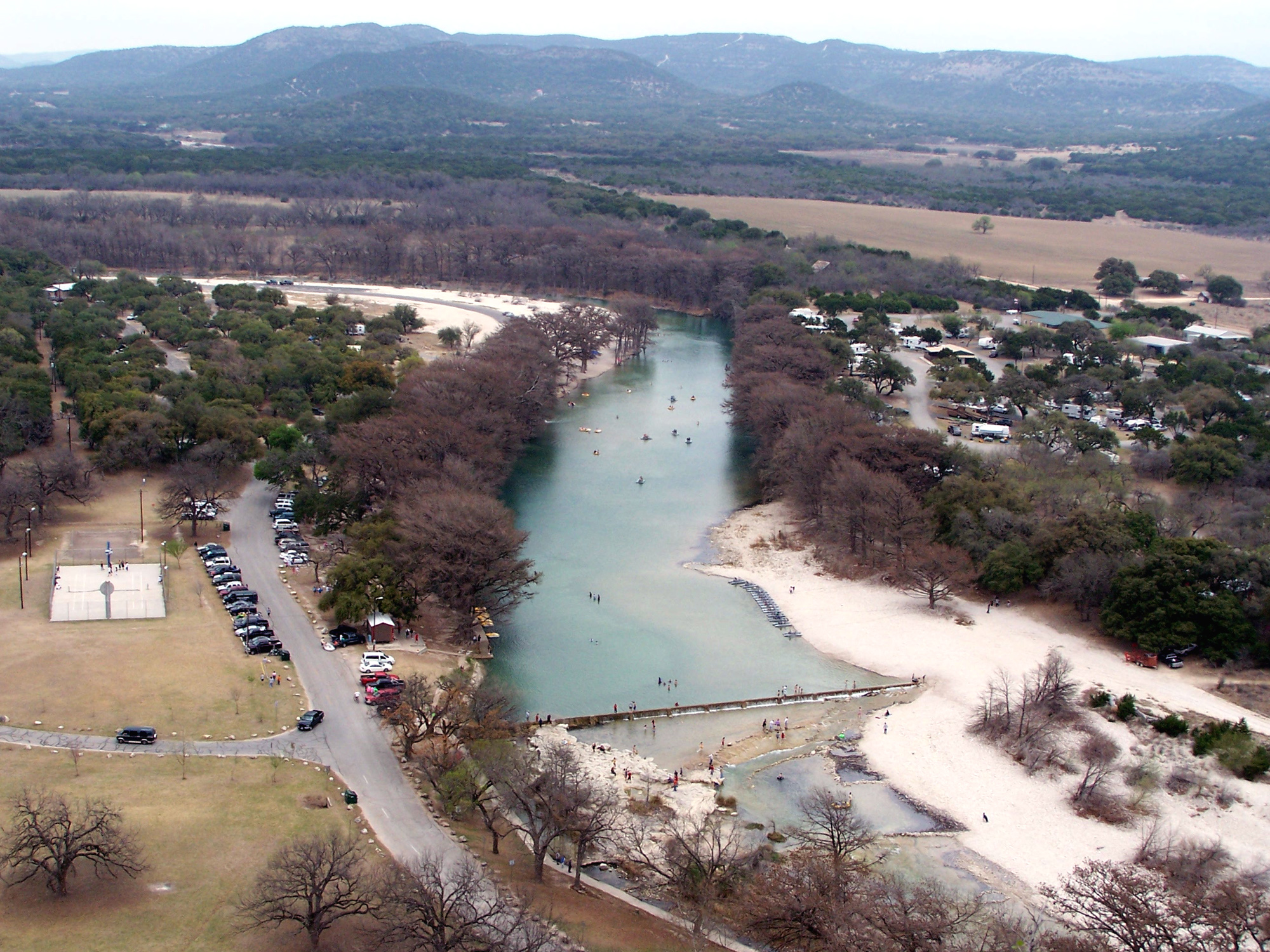
La rivière Frio dans le comté de Live Oak.

Le comté de Live Oak est situé dans le sud du Texas aux États-Unis,. George West, la plus grande ville du comté est aussi le siège de comté. La ville est localisée dans le centre-sud du comté de Live Oak, à l'intersection des autoroutes américaines 59 et 281. Le comté a une superficie totale de 2 795 km2, composé de 2 692 km2 de terres et de 103 km2 de zone aquatique. Le terrain est en général plat ou vallonné, couvert de graminées, de mesquites, de coleogynes, de figuiers de Barbarie, de chênes verts et de petits chênes arbustifs turbinelés, appelés en anglais : Live Oaks. L'altitude varie d'environ 21 m à 121 m. 
Le tiers nord du comté de Live Oak est drainé en partie par la rivière Atascosa (en), qui se jette dans la rivière Frio. Cette rivière est partiellement retenue pour former le réservoir du Choke Canyon (en) dans le coin nord-ouest du comté. À quelques kilomètres au sud-est, le Frio se jette dans le Rio Nueces, qui traverse le comté de Live Oak vers le sud-est avant de se jeter dans le lac Corpus Christi (en), dans l'angle sud-est du comté.

## Comtés adjacents
| Comté d'Atascosa  |                    | Comté de Karnes       |
| Comté de McMullen | comté de Live Oak  | Comté de Bee          |
| Comté de Duval    | Comté de Jim Wells | Comté de San Patricio |

## Démographie
Lors du recensement de 2010, le comté comptait une population de 11 531 habitants. En 2017, la population est estimée à 12 174 habitants,.

Pyramide des âges du comté de Live Oak (2000).

## Bâtiment historique

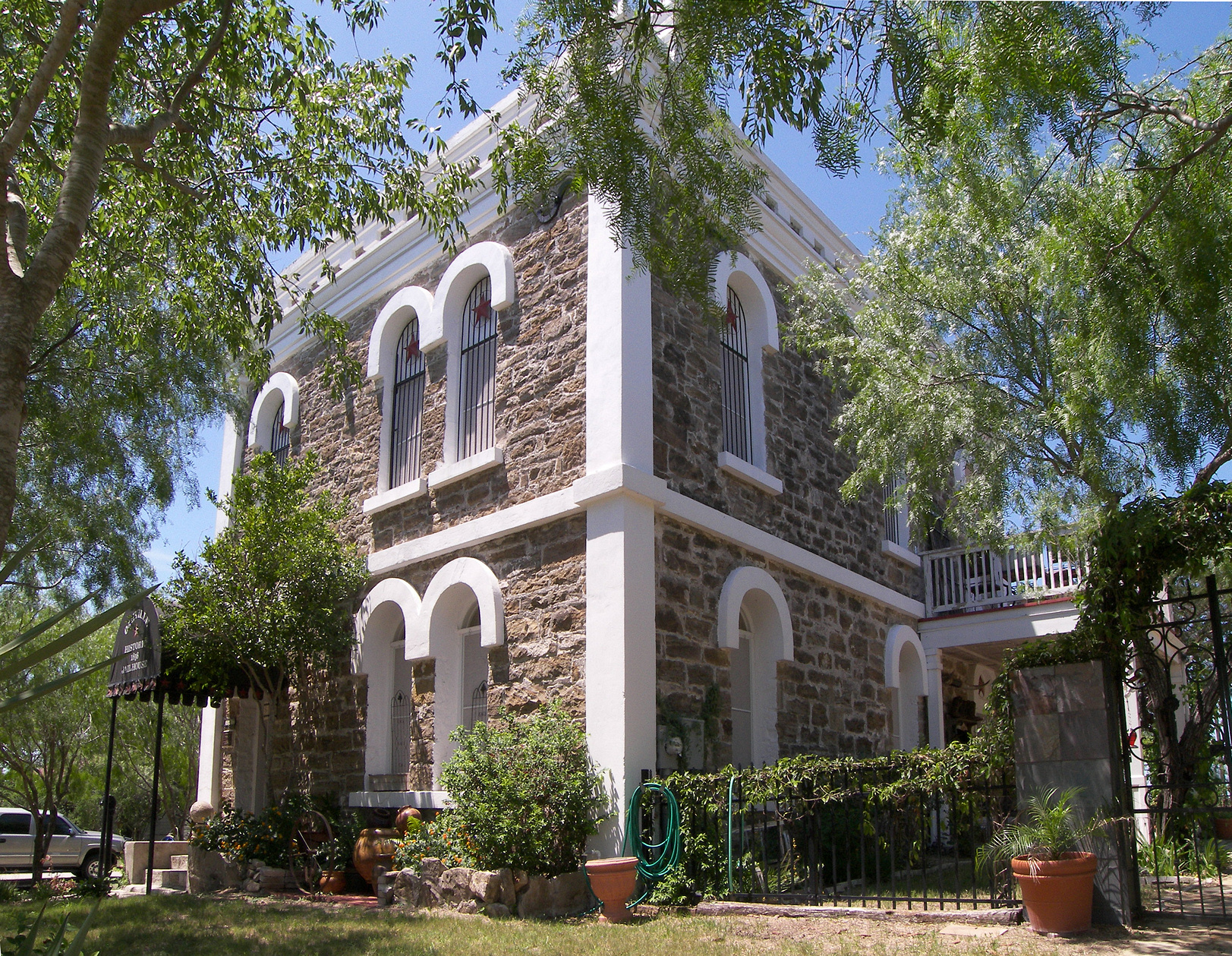
La prison du comté de Live Oak à Oakville (bâtiment historique du comté).